# این شب‌ها
این شب‌ها یکی از برنامه‌های شاخص گروه معارف شبکه اول صدا و سیمای ایران بود. این برنامه از سال ۱۳۸۷ تا ۱۳۹۶ با اجرای علی درستکار پخش می‌شد.